# Francisco de Toledo
Francisco de Toledo, conde de Oropesa, španski konkvistador, * 10. julij 1515, Oropesa, † 1584, Sevilla.
de Toledo je bil podkralj Peruja med 26. novembrom 1569 in 23. septembrom 1581.